# 大衛·曼科爾·艾布夏爾
大衛·曼科爾·艾布夏爾（英語：David Manker Abshire，1926年4月11日—2014年10月31日），田纳西州人，美国政治家。

## 生平
他担任里根总统的特别顾问，并担任1983年至1987年，美国驻北大西洋公约组织代表。2002年6月，加入苜蓿草俱乐部。
2014年10月31日去世，享年88岁。